# Saddina
Saddina  (in arabo صدينة‎?) è un centro abitato e comune rurale del Marocco situato nella provincia di Tétouan, regione di Tangeri-Tetouan-Al Hoceima. Conta una popolazione di 6 670 abitanti (censimento 2014).